# Winkfield
Winkfield är en by och en civil parish i Bracknell Forest i Storbritannien. Den ligger i grevskapet Berkshire och riksdelen England, i den södra delen av landet, 40 km väster om huvudstaden London.